# Myotone Dystrophie Typ 2
Die Myotone Dystrophie Typ 2, kurz DM2 oder PROMM, auch Proximale myotone Myopathie oder Morbus Ricker genannt, ist eine Form der myotonen Muskelerkrankung mit Muskelschwäche, Linsentrübung und Herzrhythmusstörungen. Mit einer Inzidenz von 0,5/100.000/Jahr ist sie seltener als die Myotone Dystrophie Typ 1. Die Vererbung erfolgt autosomal-dominant.

## Klinik
Klinisch äußert sich die PROMM durch eine eher proximal betonte, myotone Myopathie, Herzrhythmusstörungen, Linsentrübungen, Hodenatrophie und ausgeprägte therapieresistente Myalgien. Der Verlauf ist in der Regel gutartiger als bei der myotonen Dystrophie Typ 1 (Morbus Curschmann-Steinert), eine Gehbehinderung tritt erst im höheren Alter auf.

## Ursache
Die Ursache ist ein genetischer Defekt auf dem Chromosom 3q13.3-q24, mit einer Expansion von CCTG-Wiederholungssequenzen im ZNF9-Gen.  Das Phänomen der Antizipation scheint zu fehlen. Das Gen codiert für das RNA-bindende Zink-Finger-Protein 9.

## Diagnostik

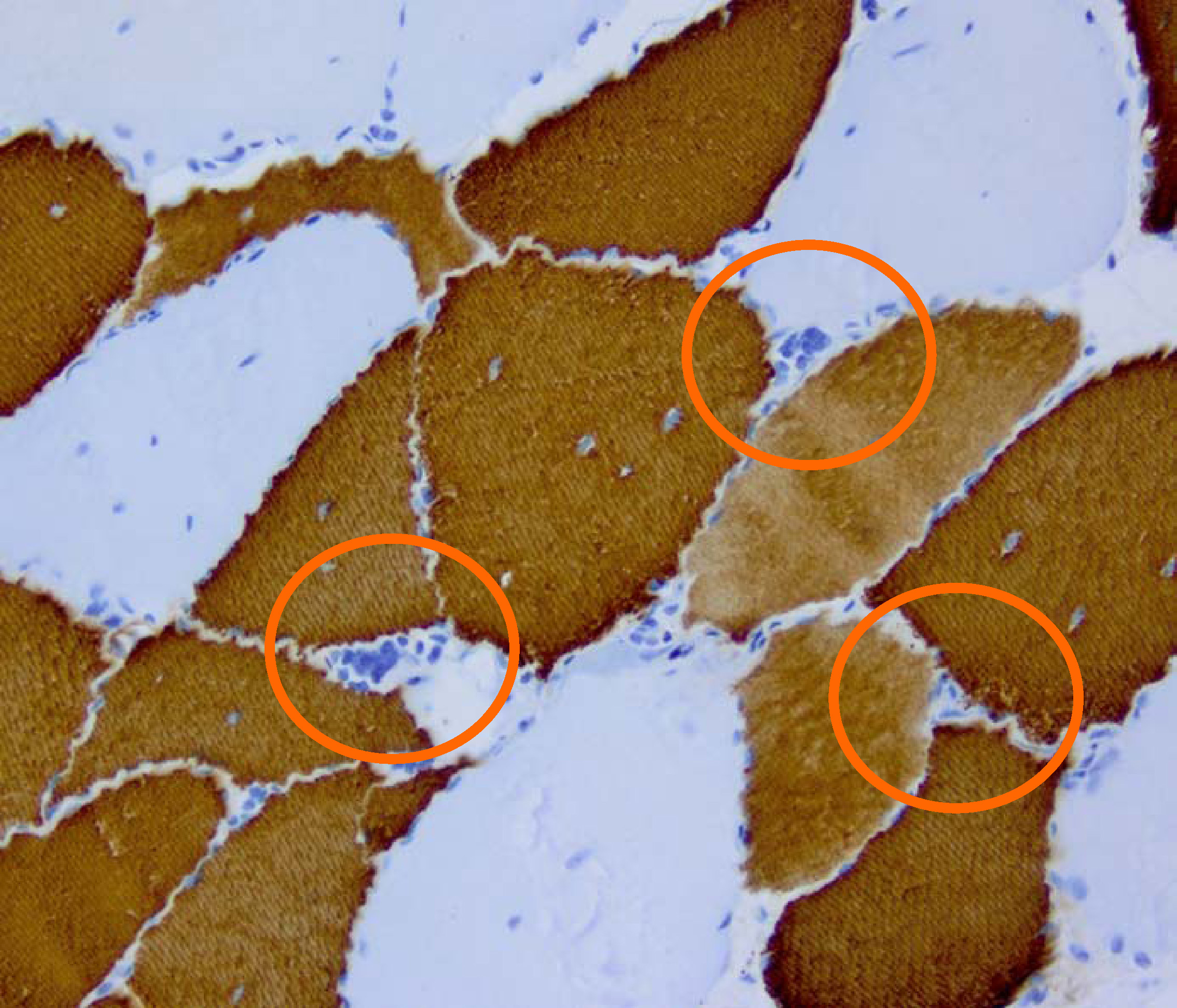
Muskelbiopsie bei Myotoner Dystrophie Typ 2 mit Gruppen hochgradig atropher Typ-II-Fasern (hervorgehoben), die in der immunhistochemischen Färbung für Typ-1-Myosin ("slow myosin", hier braun) ungefärbt bleiben.

Die Untersuchung und Diagnose erfolgt neben der klinischen Untersuchung in der Regel zunächst mit Messung der elektrischen Muskelaktivität im Elektromyogramm (EMG).  Im Elektromyogramm treten typischerweise myotone Salven auf, die ehemals akustisch auch als sogenanntes Sturzkampfbombergeräusch charakterisiert wurden. Da myotone Salven auch bei anderen Erkrankungen auftreten können, zum Beispiel bei der myotonen Dystrophie Typ 1, erfolgt die Sicherung der Diagnose mittels direkter Gendiagnostik aus Leukozyten.
Wird eine Muskelbiopsie durchgeführt, finden sich meist unspezifische myopathische Veränderungen sowie typischerweise Gruppen hochgradig atropher Fasern, bei denen es sich überwiegend um Typ-II-Fasern handelt.

## Weblink
- Myotone Dystrophie Typ 2. In: Online Mendelian Inheritance in Man. (englisch)